# UFC 197
O UFC 197: Jones vs. St. Preux foi um evento de artes marciais mistas promovido pelo Ultimate Fighting Championship, ocorrido em 23 de abril de 2016 no MGM Grand Garden Arena, em Las Vegas, Nevada.

## Background
No dia 24 de janeiro de 2016 o presidente do UFC, Dana White, anunciou que Cain Velasquez estava fora da disputa pelo cinturão dos pesados, a ser realizado no então UFC 196, contra Fabrício Werdum, no dia 6 de fevereiro, em Las Vegas (EUA). O norte-americano seria substituído por Stipe Miocic.
No dia seguinte, porém, Fabrício Werdum, também anunciou uma lesão, ficando, assim, fora do card previamente marcado.
O UFC anunciou, no dia 26, que Johny Hendricks x Stephen Thompson seria a nova luta principal do UFC 196. Contudo, devido ao baixo apelo do evento, o mesmo deixou de ser um pay-per-view, foi rebaixado a UFC Fight Night, e foi transmitido pelo canal Fox Sports 1, na TV fechada americana. 
Como o UFC 196 deixou de receber a luta entre Fabrício Werdum e Cain Velasquez, o UFC foi remarcado, e renomeado para UFC 196|dos Anjos x McGregor Com isso, o novo UFC 196, recebe a superluta entre o então atual Campeão Peso Leve Rafael dos Anjos e o então atual Campeão Peso Pena Conor McGregor na disputa pelo  Cinturão Peso Leve do UFC. O Co Main Event será a disputa do Cinturão Peso Galo Feminino do UFC entre a atual campeã Holly Holm e a desafiante Miesha Tate.
Agora o UFC 197 está marcado para o dia 23 de Abril de 2016 e terá como evento principal o retorno do ex-campeão Jon Jones após uma suspensão por problemas judiciais contra o atual campeão dos pesos meio pesados Daniel Cormier, mas dias depois Daniel Cormier se lesionou e foi substituído por Ovince St. Preux e a luta passou a valer o cinturão interino da categoria meio - pesados  
O Co-Main Event será uma disputa de cinturão entre o atual campeão Demetrious Johnson e o desafiante Henry Cejudo, que na sua última luta, bateu Jussier Formiga por decisão dividida (30-27, 29-28 e 30-27).
O evento terá ainda, a luta entre o ex campeão da categoria peso-leve, Anthony Pettis e o lutador brasileiro Edson Barboza. O confronto promete ser um show de trocação devido às características dos atletas.

## Card Oficial
Nota 1 Pelo Cinturão Meio Pesado Interino do UFC.

Nota 2 Pelo Cinturão Peso Mosca do UFC

## Bônus da Noite
Os lutadores receberam $50.000 de bônus
- Luta da Noite:  Danny Roberts vs.   Dominique Steele
- Performance da Noite:  Yair Rodriguez e  Demetrious Johnson